# Pruisen

Vlag van Pruisen, 1892-1918

Pruisen (ook wel Pruissen; Duits: Preußen; Limburgs: Pruse(s); Oudpruisisch: Prūsa; Pools: Prusy; Litouws: Prūsija; Latijn: Prussia, Borussia of Prutenia) is een historische staat die in het noorden van Centraal-Europa was gelegen. Toen Pruisen op zijn grootst was, kwam het grondgebied ruwweg overeen met het huidige Duitsland ten noorden van de Mainlinie, het westen van het hedendaagse Polen en zeven andere landen, waaronder het huidige Litouwen.
De geschiedenis van de Pruisische staat begint in 1226 met de Gouden Bul van Rimini, waarmee de basis voor de Duitse Ordestaat werd gelegd. Na vele conflicten met het koninkrijk Polen werd West-Pruisen in 1466 (na de Dertienjarige Oorlog) krachtens de Tweede Vrede van Thorn onder de naam koninklijk Pruisen onderdeel van Polen. Oost-Pruisen, dat gezien kan worden als de voorloper van het latere Pruisische koninkrijk, bleef tot 1660 een vazalstaat van Polen. Van 1701 tot 1918 werd de staat geleid door een koning van het koninkrijk Pruisen en van 1918 tot 1933 door een minister-president van de vrijstaat Pruisen.
Pruisen had vooral vanaf de achttiende eeuw een grote invloed op de Duitse en Europese geschiedenis. Na 1866 was Pruisen de belangrijkste staat van de Noord-Duitse Bond en vanaf 1871 was het de grootste deelstaat in het nieuw opgerichte Duitse Rijk. In 1947 werd Pruisen door de overwinnaars van de Tweede Wereldoorlog opgeheven en verdeeld.
De Pruisen, een West-Baltische stam, leefden oorspronkelijk in de buurt van het huidige Gdańsk en Kaliningrad. Hun woongebied werd Pruisen genoemd. In de dertiende eeuw veroverde de Duitse Ordestaat het gebied. Het werd in 1525 een seculier hertogdom onder het huis Hohenzollern, dat de staat sinds 1618 regeerde in personele unie met de mark Brandenburg. De markgraaf van Brandenburg was ook keurvorst en dus een van de voornaamste Duitse vorsten.
Omdat de Duitse keizer militaire steun van Brandenburg nodig had, stond hij aan markgraaf Frederik III in 1701 toe om zichzelf tot "Koning in Pruisen" te kronen.
Het land werd in de achttiende eeuw onder Frederik de Grote een Europese grote mogendheid. Door enorme uitbreidingen in de achttiende en negentiende eeuw omvatte Pruisen uiteindelijk grote delen van West- en Noord-Duitsland (sinds 1945 voor een deel gelegen in Polen). Minister-president Otto von Bismarck verenigde de Duitse staten in 1871 in het Duitse Keizerrijk, waarvan de koning van Pruisen keizer was. Van 1871 tot 1945 was Pruisen verreweg de grootste deelstaat van het Duitse Rijk. Na de Tweede Wereldoorlog werd Duitsland door de geallieerden heringedeeld en verdween Pruisen van de kaart.

## Demografie
Met de toename van het territorium nam de demografische diversiteit toe. In 1890 sprak 88,3% van de inwoners Duits, 9,9% Pools, 0,47% Deens en 0,41% Litouws De religieuze samenstelling was in 1890 als volgt: 64,2% protestants, 34,2% katholiek en 1,3% joods.
Het oppervlak van Pruisen groeide van 278.000 km² in 1815 tot 348.657,9 km² in 1866. Na de Eerste Wereldoorlog was het grondgebied kleiner (293.938 km² in 1939). De regio werd van 1525 tot 1918 bestuurd door de Hohenzollern en de munt was de taler die tot 1873 30 groschen bezat en na 1873 was de mark de munteenheid die uit 100 pfennig bestond.
| Jaartal | Bevolking  |
| ------- | ---------- |
| 1816    | 10.349.031 |
| 1825    | 12.256.725 |
| 1840    | 14.928.501 |
| 1852    | 16.935.420 |
| 1861    | 18.491.220 |
| 1867    | 23.971.337 |
| 1871    | 24.639.706 |
| 1875    | 25.742.404 |
| 1880    | 27.279.111 |
| 1885    | 28.318.470 |
| 1890    | 29.957.367 |
| 1925    | 38.120.173 |

## Geschiedenis

### De oude Pruisen
De Pruisen, verwant aan de Litouwers, waren primitieve landbouwers en veetelers die leefden in stammen in de toen zwaar beboste streek tussen de rivieren Weichsel en Memel. Men onderscheidt in de regel elf oud-Pruisische landstreken: Kulmerland en Pomesanië aan de Weichsel, Pogesanië, Ermland en Natangen aan het Weichselhaf, het schiereiland Samland, Nadrauen en Schalauen aan het Koerse Haf en Barten, Sudauen en Galindië in het binnenland. Ze werden volgens de kroniekschrijver Peter van Dusburg elk bewoond door een stam, met uitzondering van het vrijwel onbewoonde Kulmerland.
Het Pruisenland kwam in de tiende eeuw in de invloedssfeer van de zich uitbreidende Duitse en Poolse staten. Mieszko I, hertog der Polanen, verwierf het gebied in deze eeuw als leen van keizer Otto I. Zijn opvolger Bolesław I zond in 997 Adalbert van Praag met een leger naar het gebied om de heidense Pruisen te kerstenen en te onderwerpen. Ze drongen Bolesławs legers echter terug. Adalbert stierf hierbij als martelaar en werd in 999 heilig verklaard.

### De Duitse Orde (1226-1525)
De volgende poging de Pruisen te kerstenen kwam van de monnik Christiaan van Oliva, die in 1215 de eerste bisschop van Pruisen werd. De kerstening mislukte echter, evenals de poging van hertog Koenraad van Mazovië het gebied te veroveren. De laatste bood de Duitse Orde in 1225 het bestuur over het Kulmerland aan in ruil voor verovering van de regio. Keizer Frederik II gaf de Orde onder grootmeester Herman van Salza (regeringsperiode 1209-1239) in 1226 opdracht ook het heidense gebied ten noorden daarvan te veroveren en te besturen, formeel onder leenheerschap van de paus.
De ridders van de Orde onderwierpen en kerstenden de Pruisen te vuur en te zwaard. Als uitvalsbases werd een reeks burchten gebouwd, waaromheen steden ontstonden als Thorn (1231), Kulm (1232), Mariënwerder (1233), Elbing (1237) en Koningsbergen (1255). De Duitse Orde bevolkte het gebied sinds de dertiende eeuw naast Duitse kolonisten ook met Nederlands-Vlaamse kolonisten uit de van oudsher tot het Heilige Roomse Rijk behorende Lage Landen. Daarnaast vestigden de Orderidders eveneens Kasjoebische, Mazovische en Poolse kolonisten in de veroverde gebieden. De invloed van de gedecimeerde oude Pruisen werd hierdoor nog verder teruggedrongen. In 1245 verdeelde de legaat Willem van Modena de regio, waar het christendom rond die tijd vaste voet aan de grond had, in vier bisdommen: Ermland, Kulmerland, Pomesanië en Samland. De Pruisen trachtten in de Grote Pruisische Opstand van 1260 een laatste keer hun vrijheid te herwinnen. Na aanvankelijke successen werd de opstand echter op zeer bloedige wijze neergeslagen. Aan het einde van de eeuw had de Duitse Orde het land geheel onder controle. Het Duits, meer specifiek het Nederduits, was sinds het midden van de veertiende eeuw de overheersende taal in Pruisen. De Oudpruisische taal hield aanvankelijk nog in enige afgelegen gebieden stand, maar verdween in de zeventiende eeuw geheel. Na de Reformatie werd geleidelijk het Nederduits vervangen door het Hoogduits.
Het hoofdkwartier van de Orde werd in 1309 verplaatst van Venetië naar het Pruisische Mariënburg. Pruisen, sinds 1308-1310 uitgebreid met Pommerellen inclusief de handelsstad Danzig, bloeide in de veertiende eeuw sterk op. Het bestuur was competent, de handel floreerde, steden als Danzig en Koningsbergen groeiden snel en de bevolking was relatief rijk. Als hoogtepunt in de geschiedenis van de Ordestaat geldt de regeringsperiode van grootmeester Winrich van Kniprode (1352-1382).
Daarna raakte het land echter in verval. De steden en de inheemse aristocratie verdroegen de vreemde overheersing steeds slechter. De Orde rekruteerde regeringsfunctionarissen bewust uit het westen en niet uit de plaatselijke bevolking. In 1410 kwam het bovendien tot een oorlog met Polen en Litouwen, waarin grootmeester Ulrich van Jungingen (1407-1410) in de Slag bij Tannenberg (1410) werd verslagen. De Orde verloor in de Eerste Vrede van Thorn (1411) Samogitië en moest een enorm geldbedrag opbrengen. Dit en het voortdurende conflict met Polen noodzaakte een belastingverhoging, die de onvrede van adel en steden nog meer vergrootte.
In 1440 verenigden de adel en de Hanzesteden Danzig, Thorn en Elbing zich tot de Pruisische Bond, die tegen de Orde in opstand kwam en in 1454 de hulp van Casimir IV van Polen inriep. De hiernavolgende Pools-Pruisische Dertienjarige Oorlog (1454-1466) eindigde met een Poolse overwinning. In de Tweede Vrede van Thorn (1466) verloor de Duitse Orde met Pommerellen, Kulmerland, Ermland en de rebellerende steden Danzig (Gdańsk), Thorn (Toruń), Elbing (Elbląg) en Mariënburg (Malbork) het gehele westen van Pruisen aan Polen. De Duitse Orde behield het oosten, maar moest daar sindsdien Polen als leenheer erkennen. Het afgestane gebied, sindsdien koninklijk Pruisen genoemd, kwam ongeveer overeen met de latere provincie West-Pruisen. De zetel van de Orde werd na de annexaties verplaatst van Mariënburg naar Koningsbergen, dat tot 1945 de hoofdstad van Oost-Pruisen zou zijn.

### Hertogdom Pruisen (1525-1660)

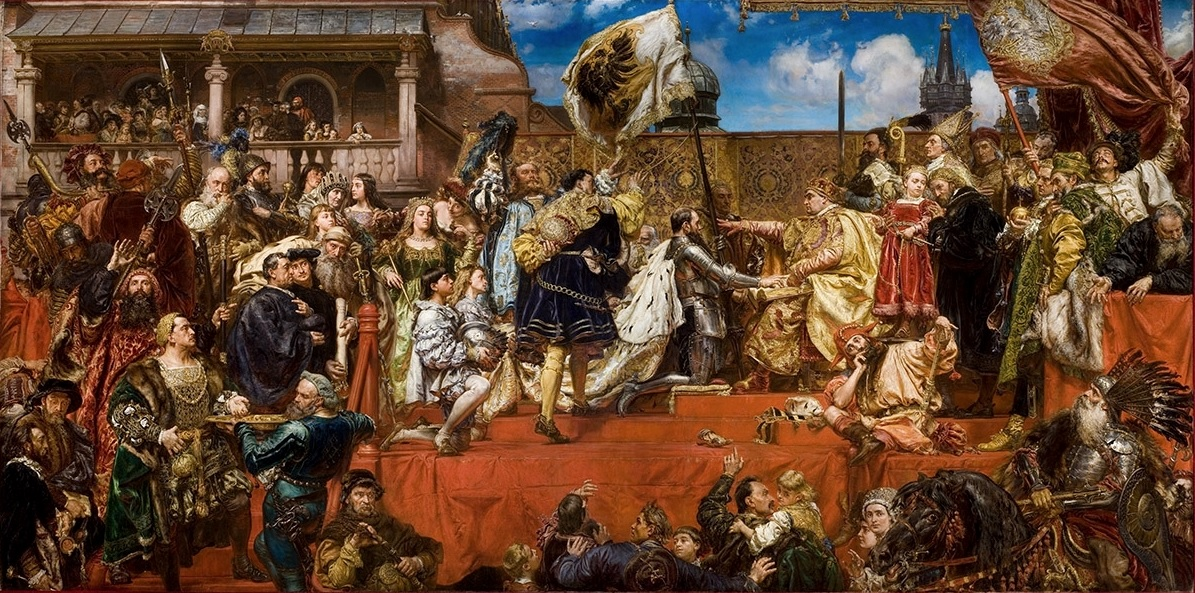
Jan Matejko: Albrecht van Brandenburg bewijst leenhulde aan de Poolse koning Sigismund de Oude

De weigering van grootmeester Albrecht van Brandenburg-Ansbach (1490-1568) om het Poolse gezag te erkennen leidde in 1519 opnieuw tot een oorlog. Om het uitzichtloze conflict te beëindigen sloot hij zich aan bij de Reformatie, legde hij, op advies van Maarten Luther, het ambt van grootmeester neer en seculariseerde hij Pruisen. In ruil voor het erkennen van Polen als leenheer ontving hij in 1525 Pruisen in de grenzen van 1466 als erfelijk hertogdom, het hertogdom Pruisen, van koning Sigismund I. Uiteraard bleef dit een vazalstaat van Polen. De Duitse Orde, de katholieke kerk en keizer Karel V protesteerden vergeefs tegen deze gang van zaken. Albrechts opvolger als grootmeester, Walther van Cronberg, werd in 1530 door de keizer met Pruisen beleend, maar oefende nooit werkelijke macht uit over het gebied. De hertog wist zich te midden van religieuze twisten en opstanden staande te houden, maar moest wel accepteren dat de Staten politiek de overhand kregen. Onder zijn bewind werd in 1544 de Albertina Universiteit van Koningsbergen gesticht, die een impuls gaf aan het geestesleven.
Albrecht werd in 1568 opgevolgd door zijn zoon Albrecht Frederik (1568-1618), terwijl Joachim II Hector, keurvorst van Brandenburg, mede met het gebied werd beleend. Vanwege Albrecht Frederiks toenemende geestesziekte werd Albrechts neef George Frederik I van Brandenburg-Ansbach in 1577 administrator van Pruisen, in 1605 gevolgd door Joachim Hectors kleinzoon Joachim Frederik, die was gehuwd met Albrecht Frederiks dochter. Joachim Frederiks zoon Johan Sigismund (1618-1619) werd na Albrecht Frederiks dood in 1618 hertog van Pruisen. Brandenburg en Pruisen waren hiermee definitief in één hand verenigd. Brandenburg behoorde echter tot het Heilige Roomse Rijk, terwijl Pruisen nog steeds het opperleenheerschap van Polen moest erkennen. Johan Sigismund was in 1613 op het calvinisme overgegaan, maar de relatie met het katholieke Polen en de macht van de streng lutherse Staten noodzaakten hem tot religieuze verdraagzaamheid, een beleid dat zijn opvolgers zouden voortzetten.

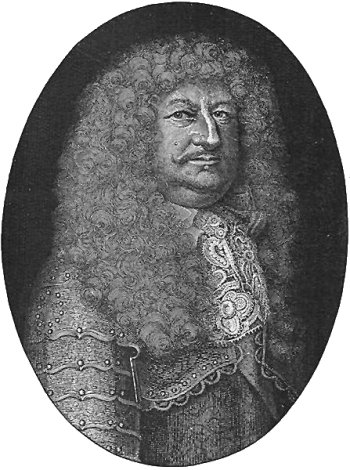
De Grote Keurvorst Frederik Willem

Zijn zoon George Willem (1619-1640) raakte door conflicterende belangen verwikkeld in de Dertigjarige Oorlog (1618-1648). Pruisen bleef, in tegenstelling tot Brandenburg, gevrijwaard van grootschalige verwoestingen, maar de bezetting van de havensteden door Gustaaf II Adolf betekende een aanzienlijke inkomstenderving. George Willems zoon Frederik Willem (1640-1688), de Grote Keurvorst, centraliseerde het bestuur, voerde economische hervormingen door, beperkte de onder zijn voorgangers sterk gegroeide macht van adel en steden en bouwde een efficiënt en sterk leger op. Bij de Vrede van Westfalen (1648) verkreeg hij Achter-Pommeren, de geseculariseerde bisdommen Kammin, Minden en Halberstadt en de voogdij over het aartsbisdom Maagdenburg.
Pruisen had zeer te lijden onder de Noordse Oorlog (1655-1660), waarin Frederik Willem met Polen tegen Zweden streed. Na Zweedse successen moest de Grote Keurvorst dit land in 1656 als leenheer accepteren. In ruil voor Brandenburgse hulp in de Slag bij Warschau erkende Zweden Pruisen in het Verdrag van Labiau (1656) echter als soevereine staat. In het Verdrag van Wehlau (1657) erkende ook Polen de Pruisische soevereiniteit, die na de oorlog in het Verdrag van Oliva (1660) internationaal werd aanvaard.

### Koninkrijk Pruisen I (1701-1871)

#### Tussenperiode (vanaf 1660)
Frederik Willems zoon Frederik III (1688-1713) kreeg na jarenlang onderhandelen van keizer Leopold I het recht de koningstitel te voeren. Als tegenprestatie moest hij de keizer steunen in de Negenjarige Oorlog (1688-1697) en de Spaanse Successieoorlog (1701-1714). Cruciaal detail was de naam van de nieuwe koningstitel. Frederik kon geen 'koning van Brandenburg' worden, want Brandenburg was deel van het keizerrijk. Ook 'koning van Pruisen' was niet haalbaar, want het westelijke deel van Pruisen was onderdeel van Polen, waar de troon werd geclaimd door Frederiks bondgenoot Zweden. Daarom kroonde de keurvorst zichzelf op 18 januari 1701 tot Frederik I, "koning in Pruisen".
Hoewel de Hohenzollernse gebieden sindsdien doorgaans gezamenlijk als "Pruisen" werden aangeduid, lag het zwaartepunt ervan niet in het eigenlijke Pruisen, dat op de handelsstad Koningsbergen na economisch weinig van belang en relatief dunbevolkt was, maar in het Heilige Roomse Rijk met zijn veel dichtere bevolkingsconcentraties en culturele en economische centra. Aanvankelijk was Brandenburg het belangrijkste kernland van 'Pruisen', maar door belangrijke aanwinsten verschoof het economische en demografische zwaartepunt meer naar het westen. Naast het keurvorstendom Brandenburg en de in 1648 verkregen gebieden bezat het vorstenhuis ook het hertogdom Kleef en de graafschappen Mark en Ravensberg. Frederik verkreeg door zijn betwisting van de erfenis van de Stadhouder-Koning tegen de als universeel erfgenaam aangewezen Johan Willem Friso van Nassau bovendien de graafschappen Meurs en Lingen (1702) en uiteindelijk ook het vorstendom Neuchâtel (1707). Door koop verkreeg hij onder meer het graafschap Tecklenburg (1707).

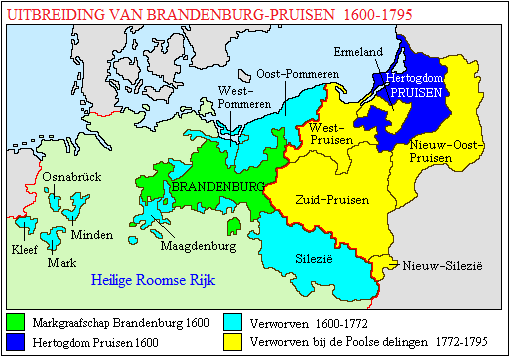
De groei van Brandenburg-Pruisen 1600-1795

Frederiks zoon en opvolger Frederik Willem I (1713-1740), de Soldatenkoning, nam vlak na zijn troonsbestijging deel aan de Vrede van Utrecht (1713) die een einde maakte aan de Spaanse Successieoorlog. De vrede bracht hem Opper-Gelre en de mogelijkheid deel te nemen aan de Grote Noordse Oorlog (1700-1721). In deze oorlog verwierf hij van Zweden in 1720 Voor-Pommeren met Stettin.
De Soldatenkoning zette in navolging van zijn grootvader de militarisering van het land voort. Hij besteedde 85% van het staatsbudget aan het leger en bouwde een enorme troepenmacht op. Onder hem ontstonden het spreekwoordelijke Pruisische militarisme en de "typisch Pruisische" plichtsgetrouwe ambtenarij. Hij smeedde zijn staten in 1723 samen onder het overkoepelende Generaldirektorium, centraliseerde de financiën en voerde een economisch beleid in de geest van het mercantilisme. Het door de pestepidemie van 1709 ontvolkte Oost-Pruisen bracht hij weer tot bloei door opbouwwerkzaamheden en het aantrekken van tienduizenden migranten, met name protestantse Salzburger emigranten.

#### Ontwikkeling tot grote mogendheid

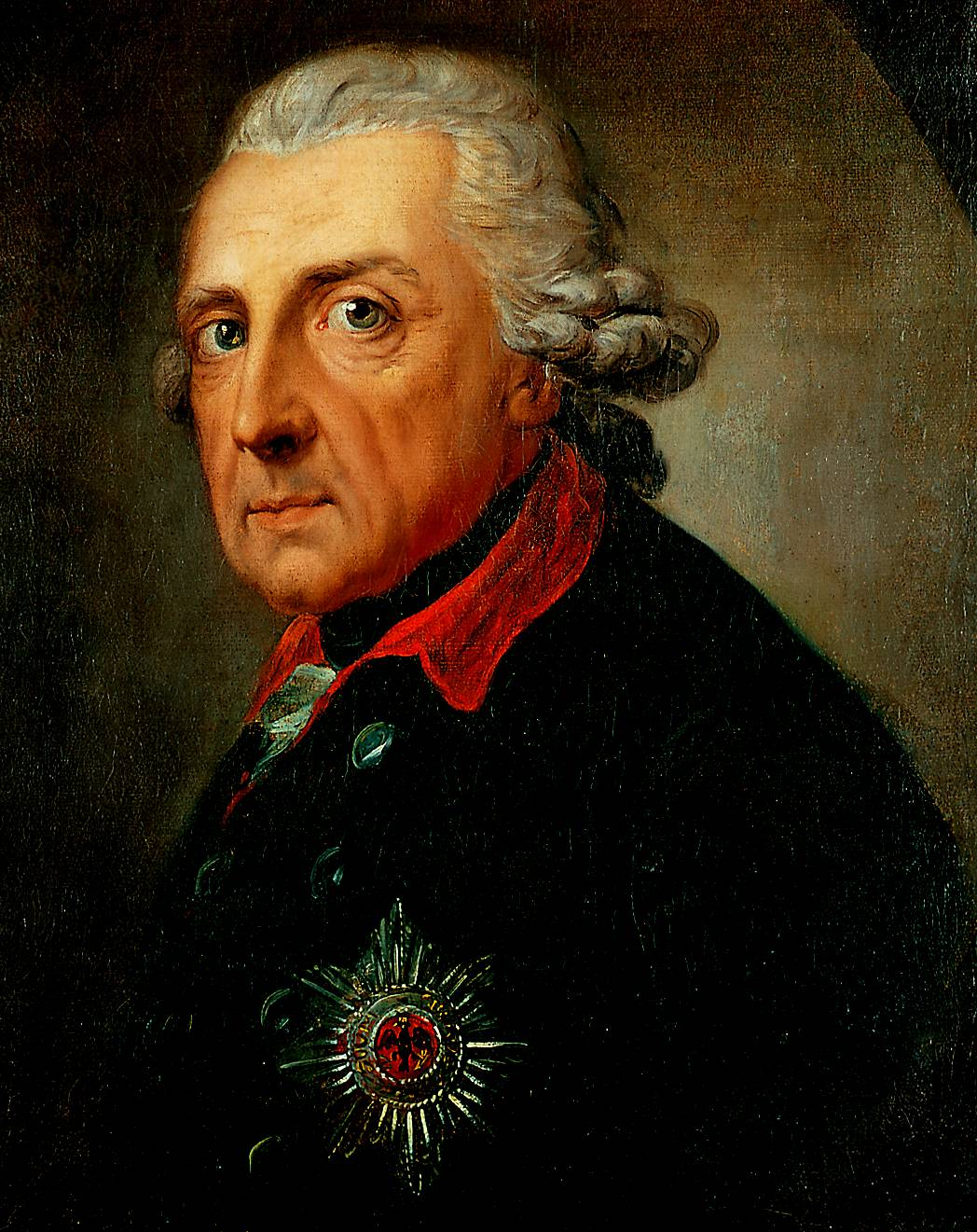
Frederik II "de Grote"

Frederik Willems zoon Frederik II de Grote bouwde Pruisen tijdens zijn bewind van 1740 tot 1786 uit tot Europese grote mogendheid. Hij viel al in het jaar van zijn troonsbestijging het welvarende door Oostenrijk bestuurde Silezië binnen, waarop hij een omstreden aanspraak maakte na de dood van de Habsburger keizer Karel VI in datzelfde jaar. De Eerste Silezische Oorlog (1740-1742) eindigde met een Pruisische overwinning: Karels dochter Maria Theresia moest de annexatie van Silezië erkennen. In de Tweede Silezische Oorlog (1744-1745) trachtte Oostenrijk Silezië te heroveren, maar dit mislukte. Frederik viel in 1756 Saksen binnen - het begin van de Zevenjarige Oorlog (1756-1763), die samenviel met de Derde Silezische Oorlog. Een jaar later viel hij ook het door Oostenrijk in 1743 geannexeerde koninkrijk Bohemen binnen; hij won de Slag bij Praag, maar zijn beleg van Praag moest hij opgeven na een nederlaag in de Slag bij Kolin. Pruisen werd in de drie jaren daarna bijna vernietigd door een coalitie van Oostenrijk, Frankrijk en Rusland. Zijn redding was het overlijden van tsarina Elisabeth van Rusland in december 1761 en de troonsbestijging van de Pruisischgezinde tsaar Peter III in 1762, die meteen vrede sloot. De oorlog kwam formeel tot een einde in de Vrede van Hubertusburg (februari 1763), waarbij Pruisen Silezië behield. Het feit dat het land zich tegenover drie grote mogendheden staande had weten te houden, verhief het zelf ook tot die status.
Frederik annexeerde net als Oostenrijk en Rusland in de Eerste Poolse Deling (1772) grote delen van het verzwakte Polen. Dit leverde hem West-Pruisen, het Netzedistrict en Ermland op, waardoor Brandenburg en Pruisen een aaneengesloten geheel vormden. Aangezien het gehele oude Pruisen nu in het bezit van de Hohenzollerns was, kon hij sindsdien de titel "koning van Pruisen" voeren. De Eerste Poolse Deling betekende een toenadering tot Oostenrijk, maar al in 1778 brak een nieuw conflict uit toen Frederik II in de Beierse Successieoorlog (1778-1779) met succes de Oostenrijkse aanspraken op delen van Beieren bestreed. In 1785 kwam op zijn initiatief de Vorstenbond tot stand, die de Duitse vorsten moest beschermen tegen de Oostenrijkse centralisatie- en annexatiepolitiek.
Zijn latere regeringsjaren besteedde Frederik aan het ontwikkelen van zijn staat. Hij fundeerde het sterke leger op een grote bureaucratie en herstelde het in de Zevenjarige Oorlog deels verwoeste land door kolonisering, het droogleggen van moerassen en het graven van kanalen. Onder zijn hervormingen, in de geest van het verlicht absolutisme, waren het afschaffen van foltering (1747), het verlichten van de lijfeigenschap, het invoeren van de leerplicht (1763) en een codificatie van het recht (Allgemeines Landrecht), die onder zijn opvolger in 1794 werd afgekondigd. Hij toonde zich tolerant jegens de vele katholieken die door de annexatie van Silezië en de Poolse gebieden onder zijn bewind waren gekomen.

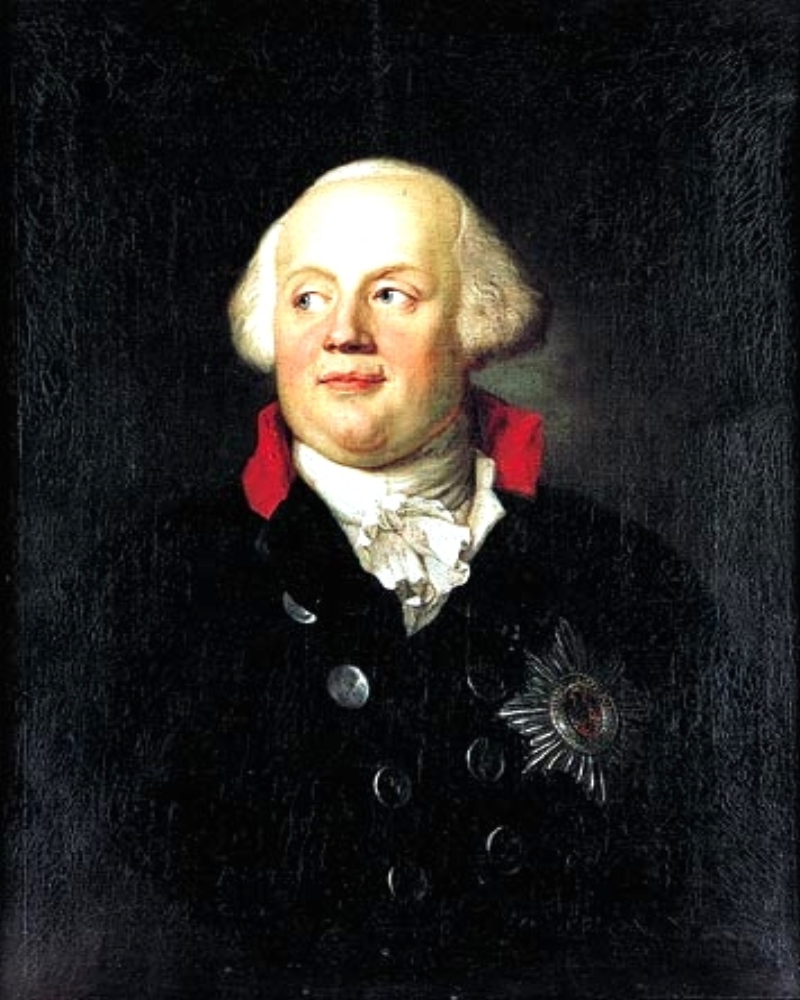
Frederik Willem II "der dicke Lüderjahn"

Frederiks opvolger, zijn neef Frederik Willem II (1786-1797) was een man van minder kaliber dan zijn voorganger en in veel opzichten diens tegendeel. Zijn bijnaam der dicke Lüderjahn (vert. de dikke losbol) gaf dit ook aan. Echter, hij breidde Pruisen ook aanzienlijk uit. Hij verwierf in 1791 de markgraafschappen Brandenburg-Ansbach en Brandenburg-Bayreuth. In 1793 ondernam hij met Rusland de Tweede Poolse Deling, die hem het gebied Zuid-Pruisen en de steden Danzig en Thorn opleverde. De Derde Deling (1795), die een einde maakte aan Polen als onafhankelijke staat, bracht Pruisen Nieuw-Silezië en Nieuw-Oost-Pruisen inclusief Warschau.
Frederik Willem viel in 1787 naar aanleiding van de aanhouding bij Goejanverwellesluis van zijn zuster Wilhelmina de Republiek der Zeven Verenigde Nederlanden binnen, een dure en voor Pruisen nutteloze veldtocht, die echter wel belangrijk was voor de Republiek, omdat de stadhouderlijke macht van Wilhelmina's echtgenoot prins Willem V voorlopig weer hersteld werd. Met de censuur- en religieverordening in eigen land van 1788 onderwierp hij pers, onderwijs en religie aan een strenge staatscontrole, waarmee hij de relatieve vrijheid die heerste onder zijn illustere voorganger een flink stuk terugschroefde.

#### Napoleontische tijd

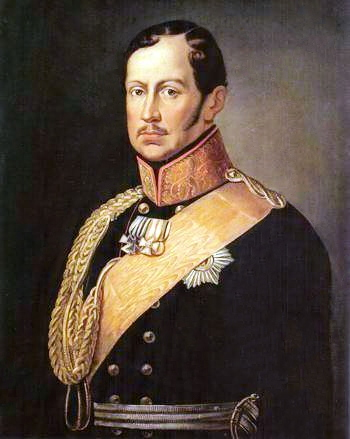
Frederik Willem III

Frederik Willem II sloot na de Franse Revolutie in 1791 een verbond met Oostenrijk tegen het revolutionaire Frankrijk en streed tegen dit laatste land in de Eerste Coalitieoorlog (1792-1797). Reeds in 1795 volgde echter een ommezwaai, toen Pruisen met Frankrijk de Vrede van Bazel sloot. In deze vrede erkende Pruisen weliswaar de Franse annexatie van de Pruisische gebieden op de linker Rijnoever, maar Noord-Duitsland kwam de facto in de Pruisische invloedssfeer en het land kreeg de handen vrij in het oosten. Hierdoor kon Frederik Willem in de genoemde Derde Poolse Deling er met het leeuwendeel van de buit vandoor gaan.
De neutraliteitspolitiek van Willem Frederiks zoon en opvolger Frederik Willem III (1797-1840) leidde in de eerste jaren tot internationale isolatie en afhankelijkheid van Frankrijk.
In paragraaf 3 van de Reichsdeputationshauptschluss van 25 februari 1803 worden de belangen van Brandenburg-Pruisen geregeld.

Voor het verlies van het hertogdom Gelre en het op de linker Rijnoever gelegen deel van het hertogdom Kleef, voor het vorstendom Meurs, de districten Zevenaar, Huissen en Malburgen en voor het verlies van de Rijn- en Maastollen krijgt de koning: 
- de bisdommen Hildesheim en Paderborn
- het gebied van Erfurt en Untergleichen;
- alle rechten en bezittingen van het keurvorstendom Mainz in Thüringen;
- het Eichsfeld en het Mainzer aandeel aan Treffurt;
- de abdijen Herford, Quedlinburg, Elten, Essen, Werden en Cappenberg;
- de rijkssteden Mühlhausen, Nordhausen en Goslar;
- de stad Münster en een deel van het bisdom Münster (volgt de beschrijving van de lijn die het bisdom deelt).

Napoleon drong Pruisen, na Oostenrijk en Rusland in de Slag bij Austerlitz (1805) te hebben verslagen, een bondgenootschap op. Frederik Willem sloot kort daarna achter Napoleons rug om echter een verdrag met Rusland. Dit had een Franse invasie tot gevolg, die het lot van Pruisen bezegelde: de Pruisische strijdkrachten, onder opperbevel van Karel Willem Ferdinand van Brunswijk, leden in de Slag bij Jena en Auerstedt (1806) een verpletterende nederlaag. Napoleon hield op 27 oktober zijn intocht in de Pruisische hoofdstad Berlijn. Het hof vluchtte naar Oost-Pruisen. Na twee nieuwe veldslagen bij Eylau en Friedland, beide in 1807 in het voormalige Oost-Pruisen, moest Frederik Willem op 9 juli 1807 de Vrede van Tilsit sluiten, waarin Pruisen - slechts op voorspraak van tsaar Alexander I - bleef voortbestaan, maar meer dan de helft van zijn grondgebied kwijtraakte. Zelfs het appel van Pruisens charismatische en nog altijd zeer populaire koningin Luise kon Napoleon niet tot verzachting van zijn vredesvoorwaarden bewegen. De aanwinsten uit de Tweede en Derde Poolse Deling kwamen grotendeels aan het hertogdom Warschau. Pruisen moest zich bovendien aan het continentaal stelsel conformeren en het leger sterk inkrimpen.
De ontreddering hierdoor liet Frederik Willem III wel toe vanaf 1807 de zogenaamde Pruisische hervormingen door te voeren, die eerder op te groot verzet van de landjonkers stuitten. Heinrich Friedrich Karl vom und zum Stein schafte de lijfeigenschap af (1807), gaf steden en gemeenten zelfbestuur (1807) en schiep een kabinet met vijf onafhankelijke en verantwoordelijke ministers (1808). Zijn werk werd voortgezet door Karl August von Hardenberg, die in 1812 een begin maakte met de emancipatie van de joden. Op initiatief van de onderwijshervormer Wilhelm von Humboldt werd in 1809/1810 de Universiteit van Berlijn (thans Humboldt-Universiteit) gesticht. August Neidhardt von Gneisenau en Gerhard von Scharnhorst hervormden het leger.
Na Napoleons mislukte Russische veldtocht zag Pruisen, waar het nationalisme door de Franse aanwezigheid en de hervormingen sterk was opgekomen, de kans weer tegen Frankrijk ten strijde te trekken. Het streed met een leger van 280.000 man in de Bevrijdingsoorlogen en droeg in 1815 onder Gebhard Leberecht von Blücher beslissend bij aan Napoleons ondergang in de Slag bij Waterloo.

#### Na het Congres van Wenen

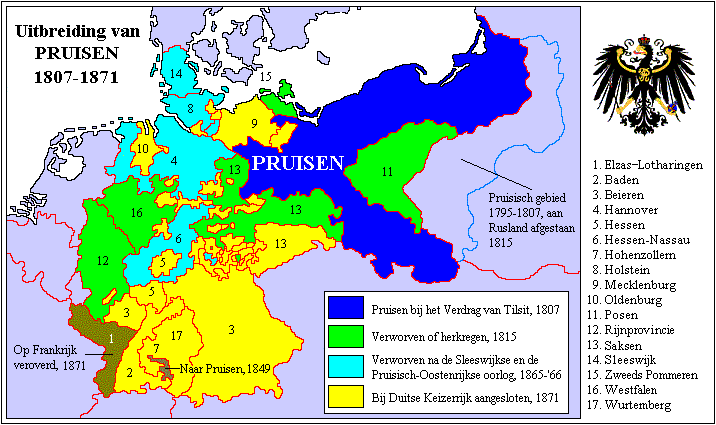
Uitbreiding van Pruisen 1807-1871

Het Congres van Wenen (1814-1815) herstelde Pruisen niet in zijn oude vorm. Van de bij de Tweede en Derde Poolse Deling verkregen gebieden kreeg het slechts het groothertogdom Posen terug; de rest werd als deel van Congres-Polen aan Rusland toegekend. Pruisen kreeg echter wel Voor-Pommeren, de helft van het koninkrijk Saksen en in het westen het niet aan de rest van het land grenzende Rijnland en Westfalen.
Het Rijnland bleek voor het voornamelijk agrarische Pruisen een belangrijke aanwinst te zijn. De al goed ontwikkelde en grote industriële basis van het gebied, vooral op ijzer en kolen georiënteerd, gaf een belangrijke impuls tot verdere modernisering van het land. Het nu weer uit twee delen bestaande Pruisen maakte zich in de eerste helft van de negentiende eeuw sterk voor de economische vereniging van Duitsland. In 1834 kwam op Pruisisch initiatief de Duitse Zollverein tot stand, waarvan vrijwel alle Duitse staten lid werden en die sterk bijdroeg aan de industrialisering en economische eenwording van Duitsland.
Sinds 1815 domineerde Pruisen met Oostenrijk de in dat jaar in het leven geroepen Duitse Bond. Hierin werkten de twee Duitse grote mogendheden samen om de politieke status quo te behouden. Dit geschiedde door het onderdrukken van liberale en nationalistische elementen, met name na de Besluiten van Karlsbad van 1819. Kort na elkaar verdwenen liberale staatslieden als Stein en Humboldt van het toneel. Van de door Frederik Willem tot driemaal toe beloofde volksvertegenwoordiging kwam vrijwel niets terecht: er werden slechts Provinciale Landdagen ingevoerd (1823), bestaande uit vertegenwoordigers van de adel, burgers en boeren, waarin echter alleen grondbezitters waren vertegenwoordigd. Het aanvankelijk tolerante beleid jegens de Poolse bevolking in de oostelijke provincies sloeg om na de Novemberopstand in Congres-Polen (1830-1831). Polen werden uit overheidsfuncties ontslagen en het Pools als taal van bestuur en onderwijs sterk teruggedrongen.

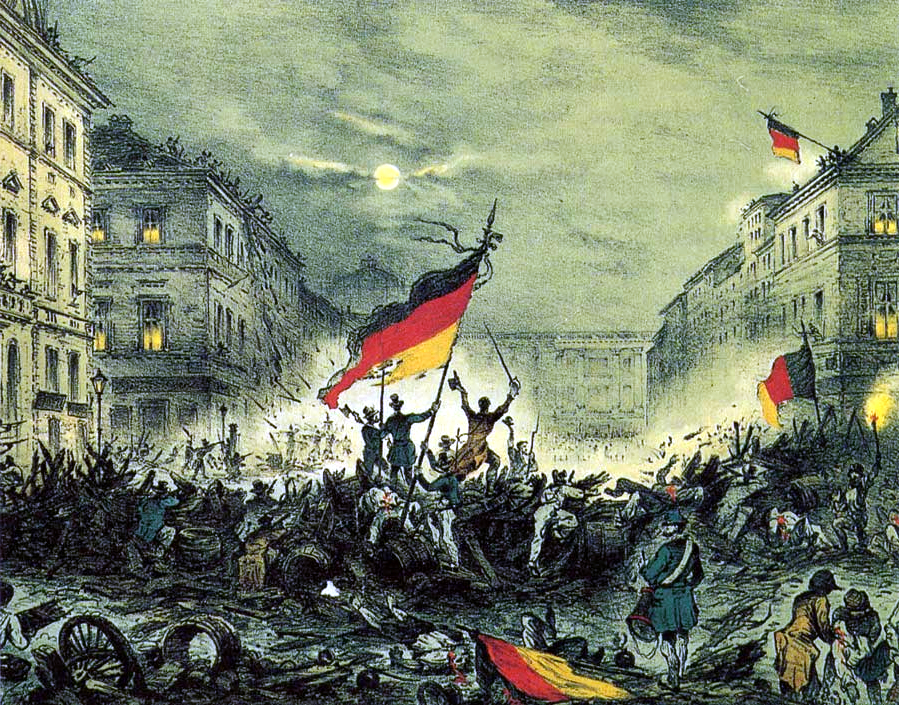
Maart 1848: revolutionairen op de barricaden in Berlijn

#### Maartrevolutie

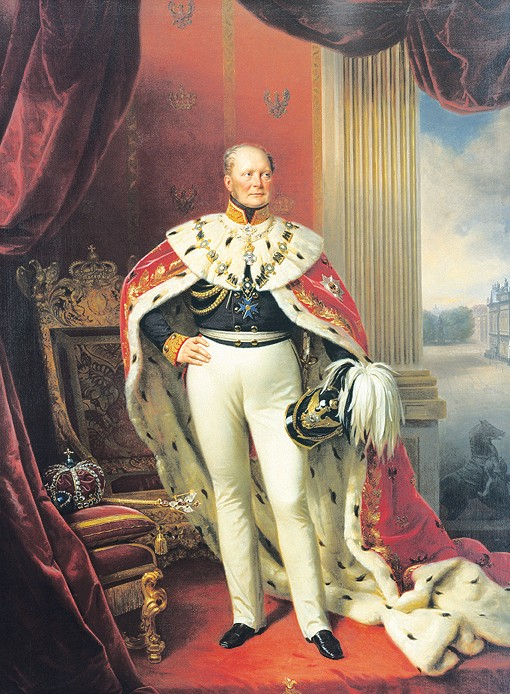
Frederik Willem IV

De troonsbestijging van Frederik Willem IV (1840-1861) leek een liberale periode in te luiden. Hij beëindigde de demagogenvervolgingen, versoepelde de censuur enigszins en liet verschillende liberale denkers vrij. In 1847 riep hij een landelijke volksvertegenwoordiging samen, de Verenigde Landdag. Deze had echter slechts zeer beperkte bevoegdheden en de koning had in zijn openingsrede expliciet gesteld dat hij de invoering van een constitutioneel systeem niet zou dulden.
De beperktheid van deze maatregelen, de misoogst en de schaarste (met name in Opper-Silezië) leidden na de Parijse Februarirevolutie in maart 1848 in heel Duitsland tot de liberale Maartrevolutie. Frederik Willem bleek vrijwel onmiddellijk tot concessies bereid. Hij zegde verschillende liberale maatregelen toe, riep een constituante bijeen en benoemde op 29 maart een liberale regering onder Ludolf Camphausen. Reeds enkele maanden later herriep de koning zijn concessies echter weer. Op 2 november stelde hij de contrarevolutionaire minister-president Friedrich Wilhelm von Brandenburg aan. Op 5 december werd de geoctrooieerde grondwet van kracht, die de staatsmacht grotendeels in handen van de koning legde, het algemeen kiesrecht verving door drieklassenkiesrecht en het parlement verkleinde.
In de Duitse politiek (de Duitse Bond was in 1848 buiten werking gesteld) voegde Frederik Willem IV zich aanvankelijk naar de besluiten van het liberale Frankfurter Parlement. Hij steunde het parlement in de Sleeswijk-Holsteinse kwestie door troepen naar Sleeswijk en Holstein te zenden, maar sloot op 26 augustus 1848 zonder het parlement daarin te kennen een wapenstilstand. Toen het Frankfurter Parlement hem in 1849 de Duitse keizerskroon aanbood, distantieerde hij zich geheel van de liberalen door te verklaren dat hij de kroon niet van een volksvertegenwoordiging, maar alleen uit handen van de andere Duitse vorsten kon ontvangen. Dit betekende de genadeklap voor de liberale beweging.

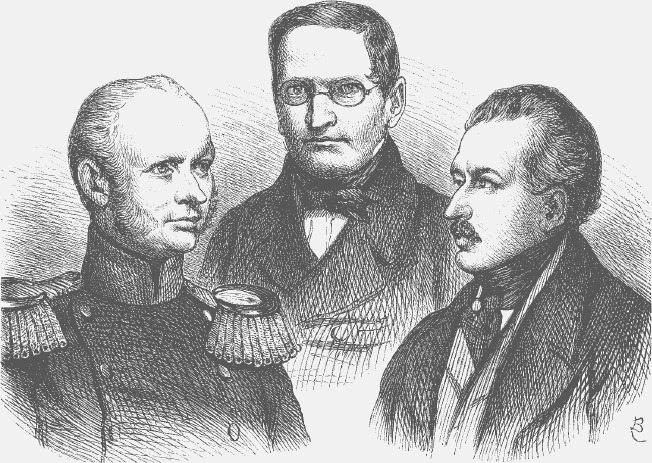
V.l.n.r. Friedrich Wilhelm von Brandenburg, Otto Theodor von Manteuffel en Joseph von Radowitz

Frederik Willem trachtte hierna met het voorstel van zijn minister Joseph von Radowitz alsnog de klein-Duitse oplossing te verwezenlijken: een verenigd Duitsland onder Pruisische leiding, zonder Oostenrijk. Hij sloot op 26 mei 1849 het Driekoningsverbond met Saksen en Hannover, waarbij zich de meeste kleine Duitse staten aansloten. Toen Oostenrijk, dat aanvankelijk zijn handen vol had gehad aan de revolutie in Hongarije, zich eind 1849 weer met Duitse zaken kon bezighouden, was het echter snel afgelopen met de Pruisische plannen. Om tot een grondwet voor de geplande unie te komen, daagde in maart en april 1850 nog wel het Erfurter Parlement, dat echter werd geboycot door de nu pro-Oostenrijkse koninkrijken Saksen en Hannover, alsmede (vanwege het ontbrekende democratische element) door de liberalen. Op 16 mei 1850 kwam de Bondsdag van de Duitse Bond weer bijeen. Pruisen werd in het Verdrag van Olmütz (29 november) uiteindelijk gedwongen zijn verenigingspolitiek op te geven en zich te schikken in een heroprichting van de Duitse Bond.
De Maartrevolutie bracht Pruisen wel enige territoriale winst. Het verwierf in 1849 de Zuid-Duitse vorstendommen Hohenzollern-Sigmaringen en Hohenzollern-Hechingen, waarvan de vorsten troonsafstand hadden gedaan ten gunste van Pruisen.

#### Hernieuwde reactie en industrialisering
De nederlaag van Olmütz betekende in Pruisen een tijdperk van conservatieve restauratie en reactie waarbij veel liberale vrijheden weer werden teruggedraaid. Onder de regering van de oer-conservatieve minister-president Otto Theodor von Manteuffel won de Pruisische landadel, de conservatieve Junkers, aan invloed. Er werden verschillende reactionaire maatregelen genomen, de liberale partij werd geïntimideerd, beambten en rechters meer van de kroon afhankelijk gemaakt en de macht van de koning vergroot. In 1854 bereikten de Junkers het inrichten van het Herrenhaus als Eerste Kamer, met erfelijke of door de koning voor het leven benoemde leden. De leden van de Tweede Kamer, voortaan Huis van Afgevaardigden geheten, werden gekozen volgens het drieklassenkiesrecht, dat het vermogende volksdeel bevoordeelde.
Tegelijkertijd industrialiseerde het land snel. Spoorwegen, post en telegrafie ontwikkelden zich in snel tempo en er werden veel nieuwe wegen en kanalen aangelegd, waaronder het Elbing-Osterode-kanaal. In steenkoolgebieden als Silezië, het Ruhrgebied en het Saargebied werden voortvarend nieuwe mijnen geopend. Met de toenemende stroom steenkolen werd de eveneens explosief groeiende ijzer- en staalindustrie mogelijk. Zodoende groeiden deze gebieden uit tot belangrijke industriële centra. Silezië kende met de weveropstand van 1844 ook het eerste belangrijke proletarische oproer van de Duitse landen. Aan de basis van de staal- en kolenindustrie in het Ruhrgebied stonden bedrijven als Krupp en Thyssen.

#### Het nieuwe tijdperk en het Verfassungskonflikt

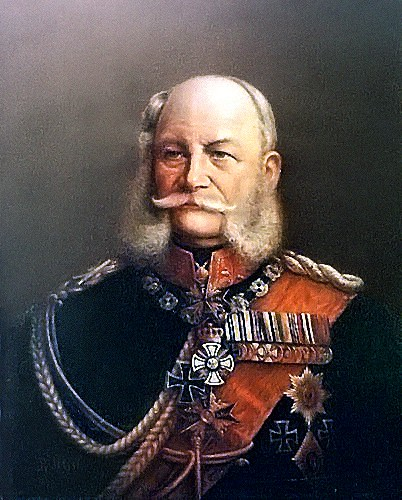
Wilhelm I

Onder Wilhelm I (1861-1888), sinds 1858 regent namens zijn geestesziek geworden broer Frederik Willem IV, begon weer een meer liberale periode. Hij ontsloeg in 1858 de conservatieve regering-Manteuffel en luidde met het nieuwe liberale ministerie van Karel Anton van Hohenzollern-Sigmaringen het "nieuwe tijdperk" in. In deze periode werd de vrijheid van pers en vereniging vergroot en kregen de liberalen een meerderheid in de landdag.
De liberalen, sinds 1861 verenigd in de Deutsche Fortschrittspartei, wilden echter geen geld vrijmaken voor de door Wilhelm en zijn minister van Oorlog Albrecht von Roon voorgestelde nieuwe legerwet (o.a. langere diensttijd en betere bewapening). Dit aanvankelijk oppervlakkige geschil groeide, aangewakkerd door conservatieven en liberalen, uit tot een "Verfassungskonflikt", waarin geen van beide partijen tot een compromis bereid was. Het nam zulke proporties aan dat Wilhelm op het hoogtepunt ervan zelfs aan aftreden dacht. Hij schoof het ministerie-Hohenzollern op 17 maart 1862 echter terzijde en benoemde op 23 september de conservatieve Otto von Bismarck tot minister-president. Deze slaagde erin vier jaar lang zonder parlement te regeren en beëindigde het conflict uiteindelijk in het voordeel van de kroon.

#### Op weg naar de Noord-Duitse Bond en het keizerrijk
Bismarck, die de koning al snel overheerste, zag in dat de Duitse politieke verhoudingen in een Pruisisch-Oostenrijkse strijd zouden uitmonden en stuurde hier met zijn plannen de klein-Duitse oplossing te verwezenlijken ook op aan. In 1863 deed hij de Frankfurter Vorstendag - waarin de Oostenrijkse ideeën om de Duitse Bond nieuw leven in te blazen zouden worden besproken - mislukken door Wilhelm ervan te overtuigen weg te blijven.
Toen de Sleeswijk-Holsteinse kwestie in 1863 weer acuut werd, drukte Otto von Bismarck met Oostenrijk militaire interventie van de Duitse Bond door. Na de Pruisisch-Oostenrijkse overwinning in deze Tweede Duits-Deense Oorlog (1864) werden de hertogdommen Sleeswijk, Holstein en Lauenburg aanvankelijk door de twee overwinnaars gemeenschappelijk bestuurd. Voor Pruisen bood dit perspectief tot gebiedsuitbreiding in Noord-Duitsland en bovendien een twistappel waarmee een oorlog met Oostenrijk kon worden uitgelokt. Omdat het gezamenlijke bestuur al snel onwerkbaar bleek, deelde men de bezette gebieden in het Verdrag van Gastein (1865) op: Oostenrijk kreeg Holstein en Pruisen Sleeswijk en Lauenburg.

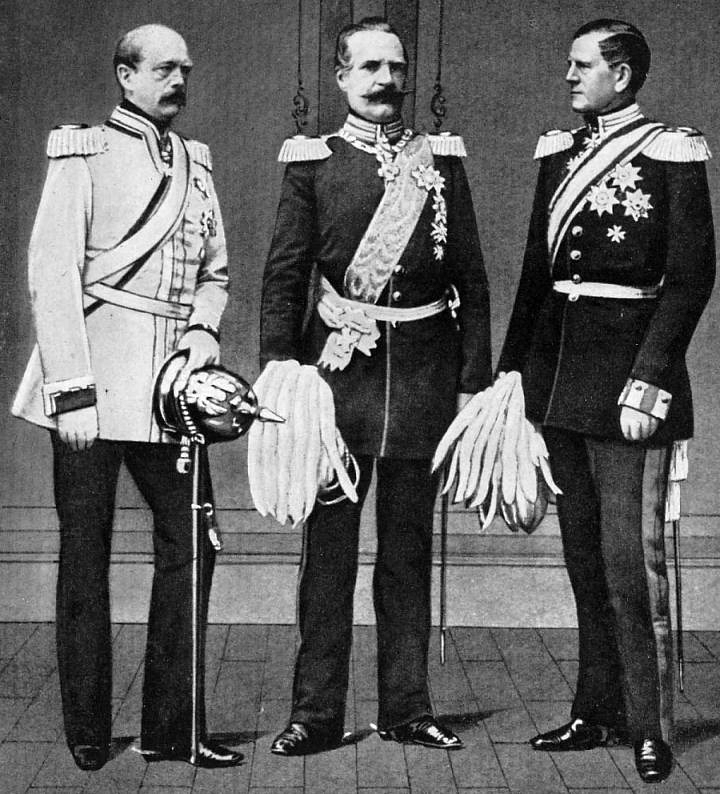
V.l.n.r. Otto von Bismarck, Albrecht von Roon en Helmuth von Moltke

Het kwam alsnog tot oorlog toen Otto von Bismarck Oostenrijk er in 1866 van beschuldigde het Verdrag van Gastein te hebben geschonden. De door Oostenrijk voorgestelde mobilisering van de troepen van de Duitse Bond leidde tot een Pruisische oorlogsverklaring. De Pruisisch-Oostenrijkse Oorlog (1866), die in werkelijkheid om de hegemonie in Duitsland ging, deed de Duitse Bond definitief uiteenvallen. Pruisen, onder Helmuth von Moltke, versloeg Oostenrijk beslissend in de Slag bij Königgrätz (3 juli 1866). Frans ongenoegen over de Pruisische overwinning leidde ertoe dat Bismarck Oostenrijk en de Oostenrijks gezinde Zuid-Duitse staten moest ontzien. Pruisen annexeerde wel Sleeswijk, Holstein en Lauenburg, alsmede de Oostenrijkse bondgenoten Hessen-Kassel, Nassau, Hannover en Frankfort in Noord-Duitsland. Sindsdien vormde het land een aaneengesloten geheel. Reeds gedurende de oorlog had het een nieuwe statenbond voorbereid, de door Pruisen geleide Noord-Duitse Bond, waarvan alle Duitse staten ten noorden van de Main - al dan niet gedwongen - lid werden. Wilhelm I werd bondspresident en Bismarck bondskanselier.
In het conflict met Frankrijk om de kandidatuur voor de vacante Spaanse troon van Leopold van Hohenzollern-Sigmaringen, een prins uit de katholieke tak van het Pruisische koningshuis, lokte Bismarck in 1870 met het Emser Depesche een Franse oorlogsverklaring uit. In de hieropvolgende Frans-Duitse Oorlog (1870-1871) sloten ook de Zuid-Duitse staten zich bij Pruisen aan. De strijd besliste zich in Pruisisch voordeel in de Slag bij Sedan (1 september 1870), waarbij het Franse staatshoofd keizer Napoleon III werd gevangengenomen. Op 18 januari 1871 werd te Versailles het Duitse Keizerrijk uitgeroepen met Wilhelm I als "Duits keizer" en Bismarck als rijkskanselier. Volgens de afspraken in het daaropvolgende vredesverdrag moest Frankrijk het Duitstalige, maar al sinds de 17e eeuw tot Frankrijk behorende, Elzas en Lotharingen afstaan aan het nieuwe Duitse keizerrijk.

### Pruisen in het Duitse Rijk (1871-1945)

#### Koninkrijk Pruisen II (1871-1918)

Pruisen (blauw) in het Duitse Rijk in de periode 1871-1918

De Duitse eenwording onder Pruisische leiding betekende in de praktijk dat Pruisen in Duitsland opging. Sommige historici laten de geschiedenis van Pruisen dan ook in 1871 ophouden. Het land werd gereduceerd tot een van de Duitse deelstaten, al was het verreweg de grootste en dominantste. De Pruisische politiek was verweven met die van het Rijk: de keizer was tegelijkertijd koning van Pruisen, de rijkskanselier vrijwel altijd ook minister-president.
Otto von Bismarck voerde van 1871 tot 1877 de Kulturkampf tegen de Rooms-Katholieke Kerk. Dit was in Bismarcks ogen een "preventieve oorlog tegen een interne vijand". Hij was bang dat de katholieke Zentrumspartei – die haar aanhang vooral in het meest katholieke zuiden van Duitsland had – een bedreiging zou gaan vormen voor het door de protestants-Pruisische elite gedomineerde keizerrijk. Hij vreesde ook dat Duitse katholieken samen zouden spannen met Franse en Oostenrijkse katholieken in een supranationale organisatie. Vooral de uitlating van de conservatieve paus Pius IX (1846 tot 1878) dat katholieken allereerst 'schapen onder de hoede van de Kerk zijn en daarna pas burgers van hun land' gooide olie op het vuur. In 1872 werd in Pruisen het kerkelijk toezicht op het onderwijs afgeschaft, in 1874 het burgerlijk huwelijk ingevoerd. De Meiwetten van 1873 leidden tot ontzetting uit het ambt en soms vervolging van talrijke geestelijken. De overheid onderwierp de Poolse bevolking in de oostelijke provincies aan een streng beleid van germanisering. Toen echter in 1878 de nieuwe paus Leo XIII een verzoenende houding aannam, werden de meeste van deze maatregelen teruggedraaid. Bismarck werkte nu zelfs samen met de katholieken in zijn strijd tegen de socialisten, die sterk opkwamen.

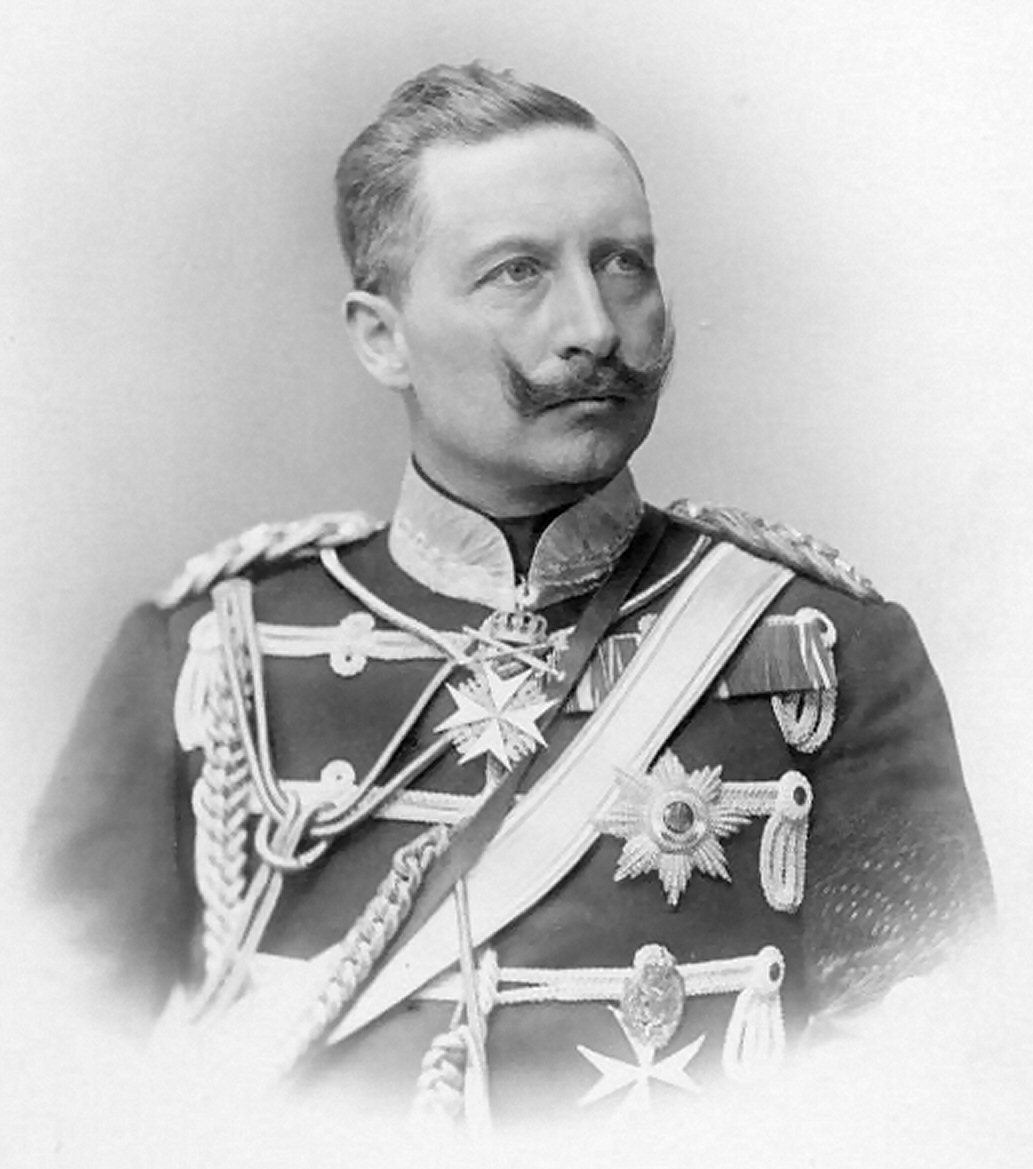
Wilhelm II

Wilhelm I werd in 1888 opgevolgd door zijn zoon, de "99-dagen-keizer" Frederik III (1888), die echter stervende was aan keelkanker. Frederik was, in tegenstelling tot zijn vader en zijn zoon, liberaal gezind. Hij bereikte echter gedurende zijn zeer korte regeringsperiode niet meer dan het ontslag van de aartsconservatieve minister van Binnenlandse Zaken Robert von Puttkamer. Zijn zoon Wilhelm II (1888-1918) was evenals Bismarck conservatief gezind, maar ontsloeg Bismarck in 1890 omdat hij voortaan zelf het beleid wilde bepalen en geen behoefte had aan een sterke minister-president. Vanaf toen waren de eerste ministers meestal zwakke figuren. De keizer voerde echter, in tegenstelling tot Bismarck, een riskante en ondoordachte buitenlandse politiek. Ten gevolge van deze politiek sloten de potentiële Duitse tegenstanders zich steeds meer aaneen totdat alleen Oostenrijk nog een verbond met het Keizerrijk had. 
Europa stevende rond 1900 (het fin de siècle), door o.a. het alomtegenwoordige nationalisme en chauvinisme en het onderlinge wantrouwen, bijna onvermijdelijk op een oorlog af. In 1914 was het dan ook zover. De Duitse nederlaag in deze Eerste Wereldoorlog en de Novemberrevolutie van 1918 brachten uiteindelijk het aftreden van Wilhelm II als koning en keizer en de afschaffing van het keizerrijk.

#### Vrijstaat Pruisen (1918-1933)

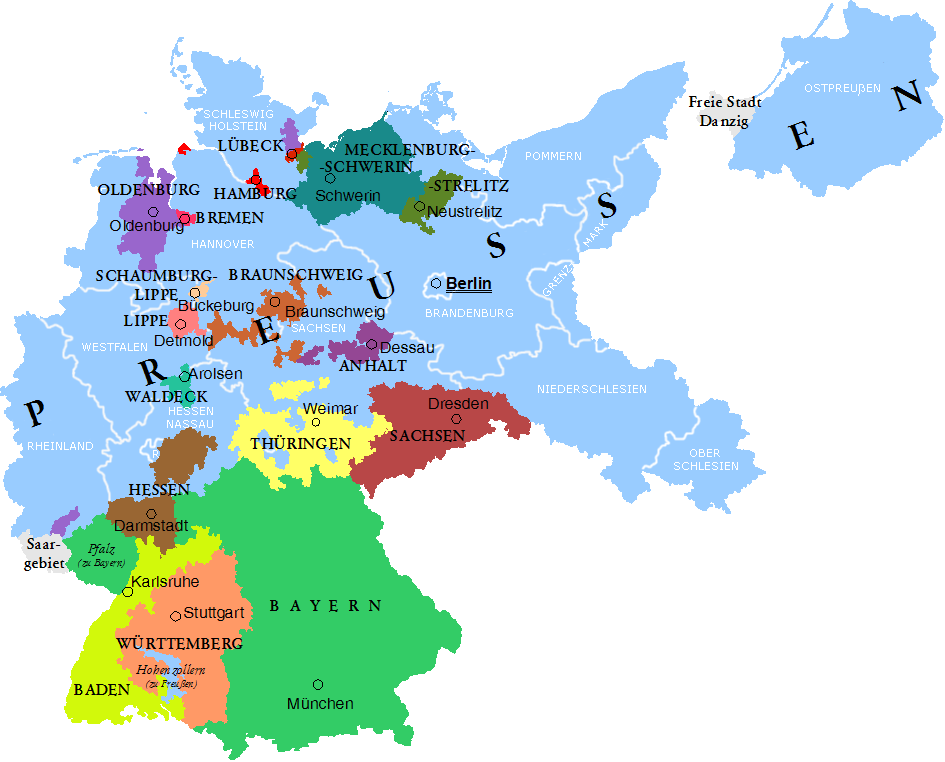
Pruisen in de Weimarrepubliek in 1925

Pruisen bleef binnen de nieuwe Weimarrepubliek als deelstaat Vrijstaat Pruisen gehandhaafd, ondanks aanvankelijke plannen tot het tegendeel, maar verloor zijn speciale verhouding tot het rijk. De traditionele Pruisische elite bleef evenwel sterk in het landelijk bestuur vertegenwoordigd.
Het land verloor door de bepalingen van het Verdrag van Versailles uitgestrekte grondgebieden. De meeste regio's die Duitsland moest afstaan of die werden geannexeerd, hadden tot Pruisen behoord: Noord-Sleeswijk kwam aan Denemarken, Posen, West-Pruisen en Oost-Opper-Silezië grotendeels aan Polen, Hlučínsko aan Tsjecho-Slowakije, Eupen en Malmedy aan België en het Memelland aan Litouwen (verder gingen ook het niet tot Pruisen behorende Elzas en Lotharingen terug naar Frankrijk). Net als vóór de Poolse Delingen was Oost-Pruisen van de rest van het land afgescheiden. Ertussen lagen de Poolse Corridor en de vrije stad Danzig, die onder de hoede van de Volkenbond zelfstandig was geworden. Een kleine gebiedswinst vormde in 1921 de aansluiting van de vrijstaat Pyrmont bij Pruisen, in 1929 gevolgd door Waldeck.
In 1919 werd in Pruisen het drieklassenkiesrecht afgeschaft ten gunste van algemeen kiesrecht en in 1920 kreeg het land een democratische grondwet. Van 1919 tot 1932 regeerden er democratisch gezinde coalities van SPD, Zentrum en DDP (1921-1925 ook DVP), meestal onder de Oost-Pruis Otto Braun. Hij stabiliseerde de politiek en voerde enkele baanbrekende hervormingen door. De minister van Binnenlandse Zaken Carl Severing hervormde de Pruisische politie op democratische wijze. Als reactie op de groeiende communistische en nationaalsocialistische bewegingen introduceerde de regering-Braun in 1932 de constructieve motie van wantrouwen, volgens welke men de minister-president alleen ten val kon brengen door een ander te kiezen. Door deze maatregel konden de communisten en de nationaalsocialisten, als ze samen een meerderheid haalden, geen gemeenschappelijke regering vormen.

#### Deelstaat Pruisen (1933-1947)

Geallieerde bezettingszones in 1947. De Pruisische gebieden ten oosten van de Oder en Neisse zijn verdeeld tussen Polen en de Sovjet-Unie

Nog in 1932 plaatste rijkskanselier Franz von Papen het land echter met een noodverordening, de zogenaamde Preußenschlag, onder direct gezag van het rijk. Hij liet de Pruisische ministeries bezetten en de ministers heenzenden en nam zelf als "rijkscommissaris voor Pruisen" de macht over. In 1933, na de machtsovername door Adolf Hitler, werd Hermann Göring minister-president. De Gelijkschakelingswet van datzelfde jaar en de Rijksstadhouderswet van 1935 beroofden de deelstaat formeel van zijn laatste restje zelfstandigheid. Hitler verenigde Pruisen vrijwel geheel met het rijk: hij werd zelf rijksstadhouder van Pruisen en voegde de meeste ministeries samen met de rijksministeries.
Pruisen werd in 1937 conform het Groß-Hamburg-Gesetz uitgebreid met de voormalige vrije stad Lübeck. De sinds 1939 in de Tweede Wereldoorlog geannexeerde Poolse gebieden werden echter overwegend niet opnieuw bij Pruisen ingedeeld, maar kregen de status van rijksgouw in het vergrote Duitse Rijk (sinds 1943 officiële naam Groot-Duitse Rijk).
Met de opdeling van Duitsland in geallieerde bezettingszones na de nederlaag in de Tweede Wereldoorlog kwam er in 1945 de facto een eind aan het bestaan van Pruisen. Wet nr. 46 van de Geallieerde Controleraad hief Pruisen, "van oudsher drager van militarisme en reactie in Duitsland", op 25 februari 1947 formeel op. Het land had al in 1945 alle gebieden ten oosten van de Oder-Neissegrens, waaronder Silezië en Oost-Pruisen met Koningsbergen (sinds 1946 Kaliningrad), verloren aan de Volksrepubliek Polen en de Sovjet-Unie, die de Duitse bevolking voor het overgrote deel op bloedige wijze interneerden en vervolgens verdreven in grootschalige deportaties richting het westen. De rest van Pruisen werd verdeeld over verschillende nieuwe Duitse deelstaten.

## Pruisen in de publieke herinnering
Pruisen was in de Bondsrepubliek Duitsland in de eerste decennia na de Tweede Wereldoorlog slechts in beperkte mate het onderwerp van discussie. Veel Duitsers brachten het land in verband met de opkomst van het nazisme, zoals ook de geallieerden hadden gedaan. Pruisen was in de ogen van Winston Churchill de bron van alle kwaad die met wortel en tak moest worden uitgeroeid. Ook het communistische regime van de Duitse Democratische Republiek probeerde, onder meer door het slopen van symbolische gebouwen, de herinnering aan Pruisen te doen vervagen. Verder hoopten de Oost-Duitse communisten met de verwijdering van de Junkerklasse, die ook in de Weimarrepubliek en in de nazitijd nog sterk in het officierskorps van het leger vertegenwoordigd waren, het vermeend reactionaire Pruisen voorgoed te vernietigen. Preußentum stond volgens hen immers voor een intolerante, inhumane en militaristische politieke cultuur die met kadaverdiscipline, blinde gehoorzaamheid en stampende laarzen de weg zou hebben vrijgemaakt voor het nazisme.
In de late jaren zeventig en vroege jaren tachtig van de 20e eeuw kende de Bondsrepubliek echter de zogenaamde Preußenwelle, waarin Pruisen veelvuldig in de aandacht stond en het onderwerp was van heftig debat. In deze jaren formuleerde men ook de typisch Pruisische "deugden", zoals bescheidenheid, discipline, plichtsgetrouwheid en zelfopoffering. In deze optiek was Pruisen de drager van een rationele orde met een tolerante houding ten opzichte van religieuze minderheden, goed onderwijs, vooruitstrevende sociale politiek en een efficiënte en niet-corrupte bureaucratie. Ook in de DDR kwam het tot een herwaardering van Pruisen. In november 1980 gaf partijvoorzitter Erich Honecker de aanwijzing om het ruiterstandbeeld van Frederik de Grote te restaureren en terug te plaatsen aan de Unter den Linden in Oost-Berlijn.
Serieuze pogingen Pruisen nieuw leven in te blazen zijn er ondanks deze positieve herwaardering evenwel nooit geweest, afgezien van een afgewezen voorstel de deelstaten Berlijn en Brandenburg samen te voegen onder de naam Pruisen. Een belangrijke factor in de snelle "dood" van het land was het feit dat Pruisen een kunstmatige eenheid was geweest, die niet uitging van het woongebied van een volk, zoals Beieren en Saksen, maar slechts was ontstaan door de ambities en lotgevallen van het vorstenhuis Hohenzollern. De 'Pruisen' als volk bestond uit een conglomeraat van als voornaamste Saksen, Franken, Hessen, Friezen, Sorben en Polen en vele andere kleinere volksgroepen. In de late middeleeuwen en het begin van de moderne tijd waren trouwens ook vrij veel groepjes kolonisten uit de Lage Landen naar het oosten getrokken zoals de streek rond Koningsbergen.
Pruisen leeft in de Duitse taal nog voort in uitdrukkingen als preußischer Drill (harde dril) en preußisch sparsam  (erg zuinig). In Beieren worden inwoners van Noord-Duitsland, dat voorheen bijna geheel onder Pruisisch bestuur stond, nog steeds vaak pejoratief Preißn genoemd en is het scheldwoord Saupreiß (rot-Pruis) nog algemeen gangbaar als aanduiding voor deze 'bevolkingsgroep'. In Nederlandse dialecten (Limburgs, Nedersaksisch) bestaan nog woorden als Pruis en Pruus, die Duitser betekenen. Verder herinneren in de taal de namen van de kleur Pruisisch blauw, de plaats Preußisch Oldendorf en de voetbalclubs Borussia Dortmund, Borussia Mönchengladbach en Preußen Münster nog aan het land. Het zwart-witte tenue van Duitse sportteams, het nationale voetbalteam inbegrepen, is bovendien ontleend aan het zwart/wit van de Pruisische vlag.

## Bestuurlijke indeling

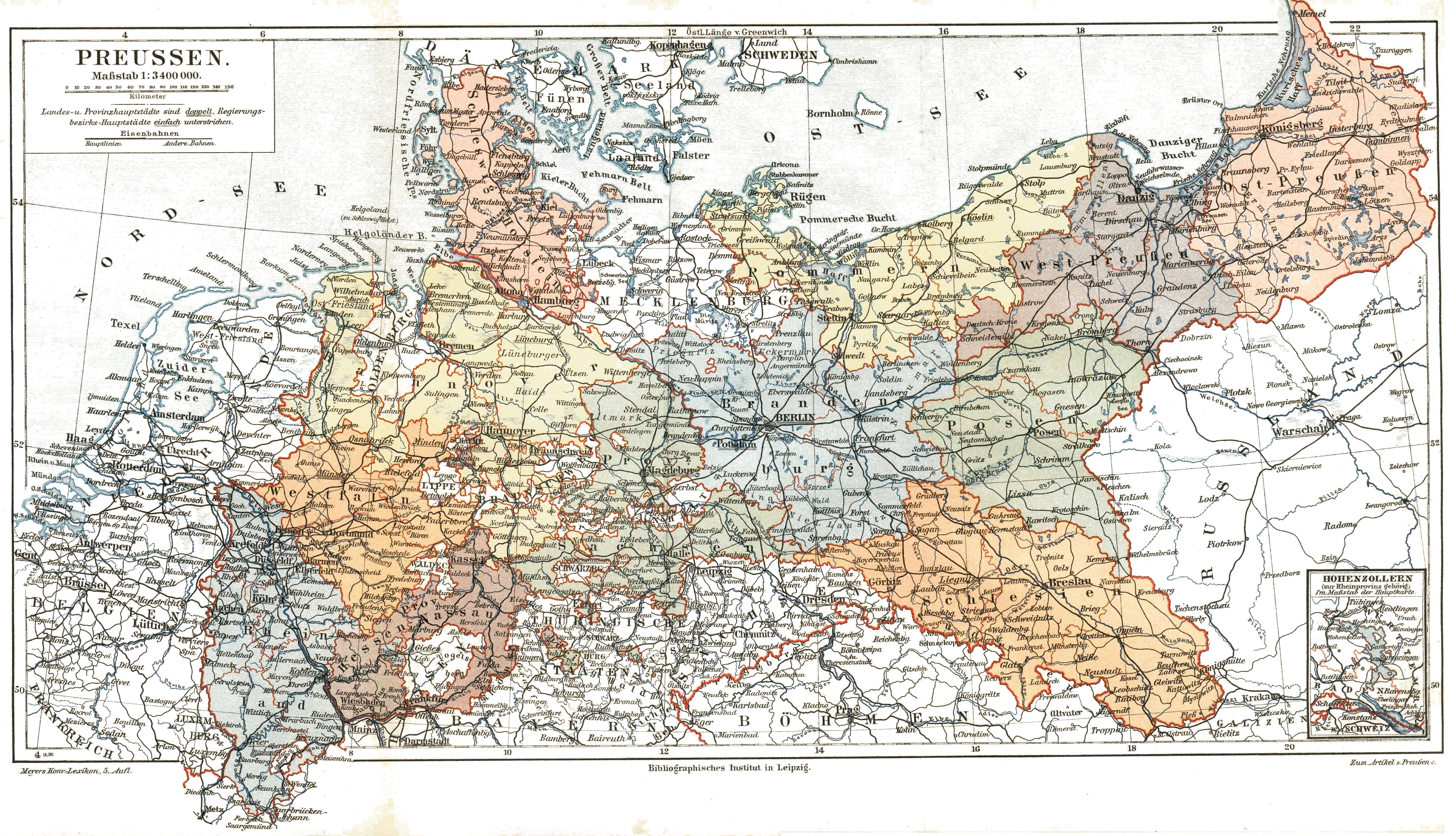
Provinciale indeling in 1904

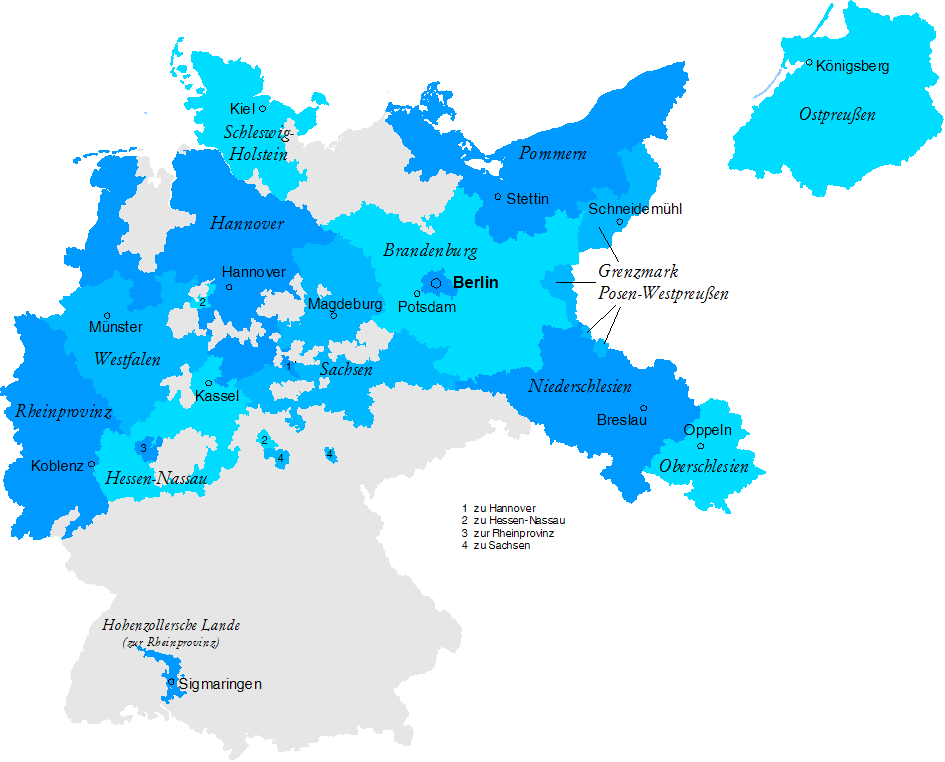
Provinciale indeling in 1925

Brandenburg-Pruisen bestond oorspronkelijk uit een aantal aparte staten die formeel in personele unie werden bestuurd. Frederik Willem I verenigde in 1713 al zijn gebiedsdelen en verdeelde zijn land in de volgende provincies: Mittel-, Ucker- en Altmark, Neumark-Pommeren-Kasjoeben, Pruisen, Gelre-Kleef, Minden-Mark-Ravensberg, Maagdenburg-Halberstadt, Neuchâtel (Neuenburg) en Valangin. In 1723 volgde een herindeling in zogenaamde Kriegs- und Domänenkammern onder een overkoepelend Generaldirektorium. De indeling was in 1786 als volgt: Keur-Mark, Neumark, Pruisen, Litouwen, West-Pruisen, Pommeren, Breslau, Glogau, Kleef-Mark, Minden-Ravensberg, Maagdenburg, Oost-Friesland.
Pruisen werd na het Congres van Wenen op 30 april 1815 in tien provincies verdeeld, die met uitzondering van Posen, West- en Oost-Pruisen tot de Duitse Bond toetraden. De provincies waren onderverdeeld in Regierungsbezirke en die op hun beurt in districten (Landkreise) en stadsdistricten (Stadtkreise). Justitie, leger en kerk waren parallel aan deze indeling georganiseerd:
| Bestuurlijke eenheid | Justitie                 | Leger    | Kerk                    |
| -------------------- | ------------------------ | -------- | ----------------------- |
| Provincie            | Gerechtshof              | Korps    | Generaal-superintendent |
| Regierungsbezirk     | Arrondissementsrechtbank | Divisie  | Superintendent          |
| District             | Kantongerecht            | Regiment |                         |

De provinciale indeling onderging in de loop der jaren verschillende wijzigingen. In 1822 werden de provincies Gulik-Kleef-Berg en Groothertogdom Beneden-Rijn samengevoegd tot de Rijnprovincie. Oost- en West-Pruisen werden in 1829 verenigd tot Pruisen, maar in 1878 wederom opgedeeld. De in 1849 ingelijfde vorstendommen Hohenzollern-Sigmaringen en Hohenzollern-Hechingen vormden sinds 1850 de Hohenzollernsche Lande, die vrijwel alle bevoegdheden van een provincie bezaten. Annexaties in de Pruisisch-Oostenrijkse Oorlog brachten Pruisen in 1867 de provincies Hannover, Hessen-Nassau en Sleeswijk-Holstein. Silezië werd in 1919 gesplitst in Neder-Silezië en Opper-Silezië. Deze provincies werden in 1938 weer verenigd tot Silezië, maar in 1941 wederom opgesplitst. De provincies Posen en West-Pruisen gingen door de bepalingen van het Verdrag van Versailles in 1919 voor Pruisen grotendeels verloren. Uit de resterende delen van deze provincies werd in 1922 de provincie Grensmark Posen-West-Pruisen in het leven geroepen, die in 1938 echter opging in Silezië, Brandenburg en Pommeren. Hessen-Nassau werd in 1944 opgedeeld in Keur-Hessen en Nassau, de provincie Saksen in Halle-Merseburg en Maagdenburg. Deze laatste twee werden in 1945 met de vrijstaat Anhalt verenigd tot Saksen-Anhalt.
| Situatie 1815                                              | Situatie 1815          | Situatie 1815                           | Situatie 1815 |
| provincie                                                  | hoofdstad              | provincie                               | hoofdstad     |
| ---------------------------------------------------------- | ---------------------- | --------------------------------------- | ------------- |
| Brandenburg                                                | Potsdam                | Pommeren (Pommern)                      | Stettin       |
| Groothertogdom Beneden-Rijn (Großherzogtum Niederrhein)    | Koblenz                | Saksen (Sachsen)                        | Maagdenburg   |
| Groothertogdom Posen (Großherzogtum Posen)                 | Posen                  | Silezië (Schlesien)                     | Breslau       |
| Gulik-Kleef-Berg (Jülich-Kleve-Berg)                       | Keulen                 | Westfalen                               | Münster       |
| Oost-Pruisen (Ostpreußen)                                  | Koningsbergen          | West-Pruisen (Westpreußen)              | Danzig        |
| Situatie 1922                                              |                        |                                         |               |
| provincie                                                  | hoofdstad              | provincie                               | hoofdstad     |
| Berlijn (Berlin)                                           | Berlijn                | Pommeren (Pommern)                      | Stettin       |
| Brandenburg                                                | Berlijn-Charlottenburg | Rijnprovincie (Rheinprovinz)            | Koblenz       |
| Grensmark Posen-West-Pruisen (Grenzmark Posen-Westpreußen) | Schneidemühl           | Saksen (Sachsen)                        | Maagdenburg   |
| Hannover                                                   | Hannover               | Neder-Silezië (Niederschlesien)         | Breslau       |
| Hessen-Nassau                                              | Kassel                 | Opper-Silezië (Oberschlesien)           | Oppeln        |
| Hohenzollernsche Lande                                     | Sigmaringen            | Sleeswijk-Holstein (Schleswig-Holstein) | Kiel          |
| Oost-Pruisen (Ostpreußen)                                  | Koningsbergen          | Westfalen                               | Münster       |
| Situatie 1944                                              |                        |                                         |               |
| provincie                                                  | hoofdstad              | provincie                               | hoofdstad     |
| Berlijn (Berlin)                                           | Berlijn                | Neder-Silezië (Niederschlesien)         | Breslau       |
| Halle-Merseburg                                            | Halle a. S.            | Oost-Pruisen (Ostpreußen)               | Koningsbergen |
| Hannover                                                   | Hannover               | Opper-Silezië (Oberschlesien)           | Oppeln        |
| Hohenzollerische Lande                                     | Sigmaringen            | Pommeren (Pommern)                      | Stettin       |
| Keur-Hessen (Kurhessen)                                    | Kassel                 | Rijnprovincie (Rheinprovinz)            | Koblenz       |
| Maagdenburg                                                | Maagdenburg            | Sleeswijk-Holstein (Schleswig-Holstein) | Kiel          |
| Mark Brandenburg                                           | Berlijn-Charlottenburg | Westfalen                               | Münster       |
| Nassau                                                     | Wiesbaden              |                                         |               |

## Bevolking, taal en religie
Pruisen was overwegend protestants, maar kende, vooral na de annexatie van Silezië en het Rijnland en de Poolse Delingen, een aanzienlijke katholieke minderheid. De grootste etnische minderheid waren de Polen.
| Religie naar moedertaal (volkstelling 1890) | Religie naar moedertaal (volkstelling 1890) | Religie naar moedertaal (volkstelling 1890) | Religie naar moedertaal (volkstelling 1890) | Religie naar moedertaal (volkstelling 1890) | Religie naar moedertaal (volkstelling 1890) | Religie naar moedertaal (volkstelling 1890) |
| Taal | Sprekers                                    | Protestanten                                | Katholieken                                 | Overige christenen                          | Joden                                       | Overig of onbekend                          |
| --- | ------------------------------------------- | ------------------------------------------- | ------------------------------------------- | ------------------------------------------- | ------------------------------------------- | ------------------------------------------- |
| Duits | 26.438.070                                  | 18.468.665                                  | 7.509.953                                   | 89.907                                      | 365.357                                     | 4288                                        |
| Litouws | 121.345                                     | 117.503                                     | 3.434                                       | 304                                         | 95                                          | 9                                           |
| Poolsi | 2.977.951                                   | 358.994                                     | 2.613.629                                   | 2.120                                       | 3.170                                       | 38                                          |
| Sorbischii | 67.967                                      | 65.092                                      | 2.789                                       | 74                                          | 9                                           | 3                                           |
| Tsjechisch | 76.078                                      | 8.794                                       | 67.082                                      | 19                                          | 176                                         | 7                                           |
| Waals | 11.058                                      | 213                                         | 10.828                                      | 5                                           | 7                                           | 5                                           |
| Nederlands | 40.959                                      | 9.348                                       | 30.638                                      | 214                                         | 741                                         | 18                                          |
| Friesiii | 48.827                                      | 48.259                                      | 199                                         | 277                                         | 83                                          | 9                                           |
| Deens | 139.399                                     | 138.835                                     | 137                                         | 344                                         | 66                                          | 17                                          |
| Russisch | 2.523                                       | 551                                         | 1.090                                       | 21                                          | 856                                         | 5                                           |
| Engels | 10.299                                      | 6.607                                       | 954                                         | 2.035                                       | 659                                         | 44                                          |
| Frans | 6.643                                       | 2.378                                       | 4.059                                       | 50                                          | 142                                         | 14                                          |
| Zweeds | 5.984                                       | 5.891                                       | 50                                          | 17                                          | 24                                          | 2                                           |
| Italiaans | 5.315                                       | 149                                         | 5.132                                       | 15                                          | 19                                          | --                                          |
| Spaans | 702                                         | 227                                         | 447                                         | 7                                           | 14                                          | 7                                           |
| Portugees | 255                                         | 91                                          | 145                                         | 2                                           | 15                                          | 2                                           |
| Overig | 3992                                        | 852                                         | 2.252                                       | 38                                          | 626                                         | 224                                         |
| Totaal | 29.957.367                                  | 19.232.449                                  | 10.252.818                                  | 95.349                                      | 372.059                                     | 4.692                                       |
| Opmerkingen |                                             |                                             |                                             |                                             |                                             |                                             |
| i) Incl. Kasjoeben ii) De bron specificeert "Wendisch", een thans verouderde naam. iii) Volgens de bron spreken van de hier als Friestalig vermelde personen er slechts 25000 Fries, de rest Platduits. |                                             |                                             |                                             |                                             |                                             |                                             |